# Bandeira do Burundi
A bandeira do Burundi é constituída por uma cruz do Santo André branca, ficando assim a bandeira dividida em quatro áreas. A inferior e superior são vermelhas e a direita e esquerda verdes. No centro está um círculo branco que contém três estrelas vermelhas debruadas a verde, que simbolizam os três grupos étnicos predominantes no Burundi (os Hutus, os Twas e os Tutsis) Também simbolizam os três elementos do lema nacional: unidade, trabalho e progresso.
Esta bandeira foi adoptada a 28 de junho de 1967, e a proporção original (2:3) da mesma foi alterada em 27 de setembro de 1982 para a atual (3:5).

## Bandeiras históricas

Bandeira de 1 de julho de 1962 a 28 de novembro de 1966.
Bandeira de 28 de novembro a 29 de novembro de 1966.
Bandeira de 29 de novembro de 1966 a 28 de março de 1967.